# Edward Barkowski
Edward Barkowski (ur. 13 października 1873 w Butrynach, zm. 17 grudnia 1955 w Olsztynie) – polski prezbiter katolicki.
Był synem nauczyciela w Butrynach pochodzącego z Lidzbarka Warmińskiego i bratem Aleksandra – również księdza.
Uczęszczał do gimnazjum w Braniewie, gdzie w 1896 uzyskał maturę. Kontynuował naukę w Seminarium Duchownym w Braniewie. Subdiakonat otrzymał w 1899, diakonat w 1899, a święcenia kapłańskie 28 stycznia 1900. Był wikariuszem w parafii Świętej Trójcy w Kwidzynie, wikariuszem w parafii św. Jakuba w Olsztynie (1903-1908). Na początku stycznia 1908 mianowany został kuratusem przy kościele NSPJ w Olsztynie. W Królewskim Gimnazjum w Olsztynie nauczał religii (od czerwca 1911). W 1914 został proboszczem garnizonowym i referentem przy komendanturze pozafrontowej w Tylży. Odznaczony został Krzyżem Żelaznym. Do pracy nauczycielskiej powrócił w 1918. W 1936 przeszedł na emeryturę i zamieszkał w Olsztynie. Od 1945 do Wielkanocy 1950 pracował w Bartągu. Potem zamieszkał w Dajtkach i starał się o wyjazd do Niemiec, ale nie uzyskał zgody. Władze państwowe uważały go za częściowo zgermanizowanego. Zmarł na zawał w grudniu 1955 roku i pochowany został na cmentarzu św. Józefa w Olsztynie.